# SERAP industries
SERAP industries est une société familiale française, fondée en 1963, spécialisée dans la transformation de l’inox pour le domaine agroalimentaire. D’abord spécialisée dans la fabrication de refroidisseurs de lait (tanks à lait) pour les fermes, l'entreprise appartient désormais aussi aux différents domaines du cosmétique, pharmaceutique et vinicole,

## Histoire

### Création
Fondée en 1963 à Gorron, par Marcel Badiche (sous le nom de Société d'Études et de Réalisation pour l'Agriculture de Pontmain), la SERAP se lance dans la fabrication de tanks à lait à partir d'eau réfrigérée. En raison de la spécificité française de gestion de ce type de produit, les refroidisseurs sont vendus aux industries laitières qui les louent ensuite aux fermes d'élevage laitier.
En 1967, Michel Boittin, ingénieur frigoriste de formation, rejoint l'entreprise alors en pleine difficulté. À partir de 1968, il prendra sa direction pour la développer et l'élargir à l'international, en résistant aux deux crises majeures du lait (le premier choc pétrolier et l'instauration des quotas laitiers). Depuis, Michel Boittin a été récompensé de la médaille du commandeur du Mérite agricole pour son travail.

### Diversification
La mise en place des quotas laitiers en France en 1984 entraine la chute du marché du tank à lait et pousse la SERAP à se diversifier vers le process industriel. En 2000, Eric Boittin succède à son père et poursuit cette stratégie. L'entreprise se lance ainsi dans la fabrication de chais de vinification pour les châteaux vinicoles comme Château Margaux ou Mouton Rothschild.
En 2008, la société gorronaise change d'actionnaire majoritaire. La famille fondatrice sort du capital et la famille Boittin devient actionnaire majoritaire aux côtés de ses salariés.

### Développement international
En 2009, l'entreprise s'implante en Inde, premier pays producteur de lait au monde, et y construit une usine à Halol (Gujarat),. Ce marché, dix fois plus important que celui la France, est un marché à bas prix dominé par la coopérative nationale Amul.
En 2016, le groupe SERAP développe un atelier d'assemblage au Mexique et rachète une usine au Brésil; Plurinox.
En 2017, le groupe crée un atelier de process industriel destiné à l'industrie cosmétique et pharmaceutique, à Mâcon.
En 2019, SERAP conçoit un refroidisseur de bidons de lait pour les marchés émergents.
En 2020, 280 salariés travaillent à Gorron et 220 salariés sont répartis sur les trois filiales basées à l'étranger. L'entreprise participe à la Grande Exposition du Fabriqué en France à l'Élysée pour le département de la Mayenne. Elle lance aussi une nouvelle génération de tanks à lait sous la marque "Opticool" qui réduit la consommation électrique des fermes. En effet, la puissance frigorique est adaptée en fonction de la quantité de lait présent dans la cuve. L'entreprise a reçu le trophée France Relance – Entreprise lauréate pour cette innovation, délivré par le ministre délégué chargé du Commerce extérieur et de l’Attractivité, Franck Riester.
En 2021, le groupe rachète l'entreprise de construction de structures et tuyauteries métalliques Robert BAS et ouvre une antenne commerciale en Allemagne.

## Actionnariat
Actionnaires principaux au 30 juin 2017 :
- Famille Boittin : 60%
- Salariés : 34% (85% des salariés sont actionnaires)
- Crédit mutuel-CIC : 6%

## Clients
Aujourd'hui, ses principales industries laitières clientes sont Lactalis, Nestlé, Bel ou encore Danone.

## Communication
L'usine de Gorron revend une partie de l'électricité produite par son parc photovoltaïque à ses salariés, au sein d'une boucle locale.